# Xanthina subcurva
Xanthina subcurva är en tvåvingeart som beskrevs av Van Duzee 1931. Xanthina subcurva ingår i släktet Xanthina och familjen styltflugor.
Artens utbredningsområde är Panama. Inga underarter finns listade i Catalogue of Life.